# Nemertoderma bathycola
Nemertoderma bathycola är en plattmaskart som beskrevs av Steinböck 1930. Nemertoderma bathycola ingår i släktet Nemertoderma och familjen Nemertodermatidae. Arten är reproducerande i Sverige. Inga underarter finns listade i Catalogue of Life.